# Жайкос

Жайкос на карте штата.

Жайкос (порт. Jaicós) — муниципалитет в Бразилии, входит в штат Пиауи. Составная часть мезорегиона Юго-восток штата Пиауи. Входит в экономико-статистический микрорегион Алту-Медиу-Канинде. Население составляет 18 035 человек на 2010 год. Занимает площадь 865,144 км². Плотность населения — 20,85 чел./км².

## Демография
Согласно сведениям, собранным в ходе переписи 2010 г. Национальным институтом географии и статистики (IBGE), население муниципалитета составляет:
| Полное население                               | Полное население                               | Полное население                               | Полное население                               | 18 035 |
| ---------------------------------------------- | ---------------------------------------------- | ---------------------------------------------- | ---------------------------------------------- | ------ |
| в том числе:                                   | Городское население                            | 8508                                           | Процент городского населения, %                | 47,17  |
|                                                | Сельское население                             | 9527                                           | Процент сельского населения, %                 | 52,83  |
|                                                | Мужское население                              | 8800                                           | Процент мужского населения, %                  | 48,79  |
|                                                | Женское население                              | 9235                                           | Процент женского населения, %                  | 51,21  |
| Плотность населения, чел/км²                   | Плотность населения, чел/км²                   | Плотность населения, чел/км²                   | Плотность населения, чел/км²                   | 20,85  |
| Население муниципалитета в % к населению штата | Население муниципалитета в % к населению штата | Население муниципалитета в % к населению штата | Население муниципалитета в % к населению штата | 0,58   |

По данным оценки 2016 года, население муниципалитета составляет 18 660 жителей.

## История
Город основан 21 февраля 1834 года. 

## Статистика
- Валовой внутренний продукт на 2003 год составляет 25 007 419,00 реалов (данные: Бразильский институт географии и статистики).
- Валовой внутренний продукт на душу населения на 2003 год составляет 1504,48 реалов (данные: Бразильский институт географии и статистики).
- Индекс развития человеческого потенциала на 2000 год составляет 0,582 (данные: Программа развития ООН).